# Parnassius nordmanni
Parnassius nordmanni är en fjärilsart som beskrevs av Ménétriés 1850. Parnassius nordmanni ingår i släktet Parnassius och familjen riddarfjärilar. Inga underarter finns listade i Catalogue of Life.

## Bildgalleri

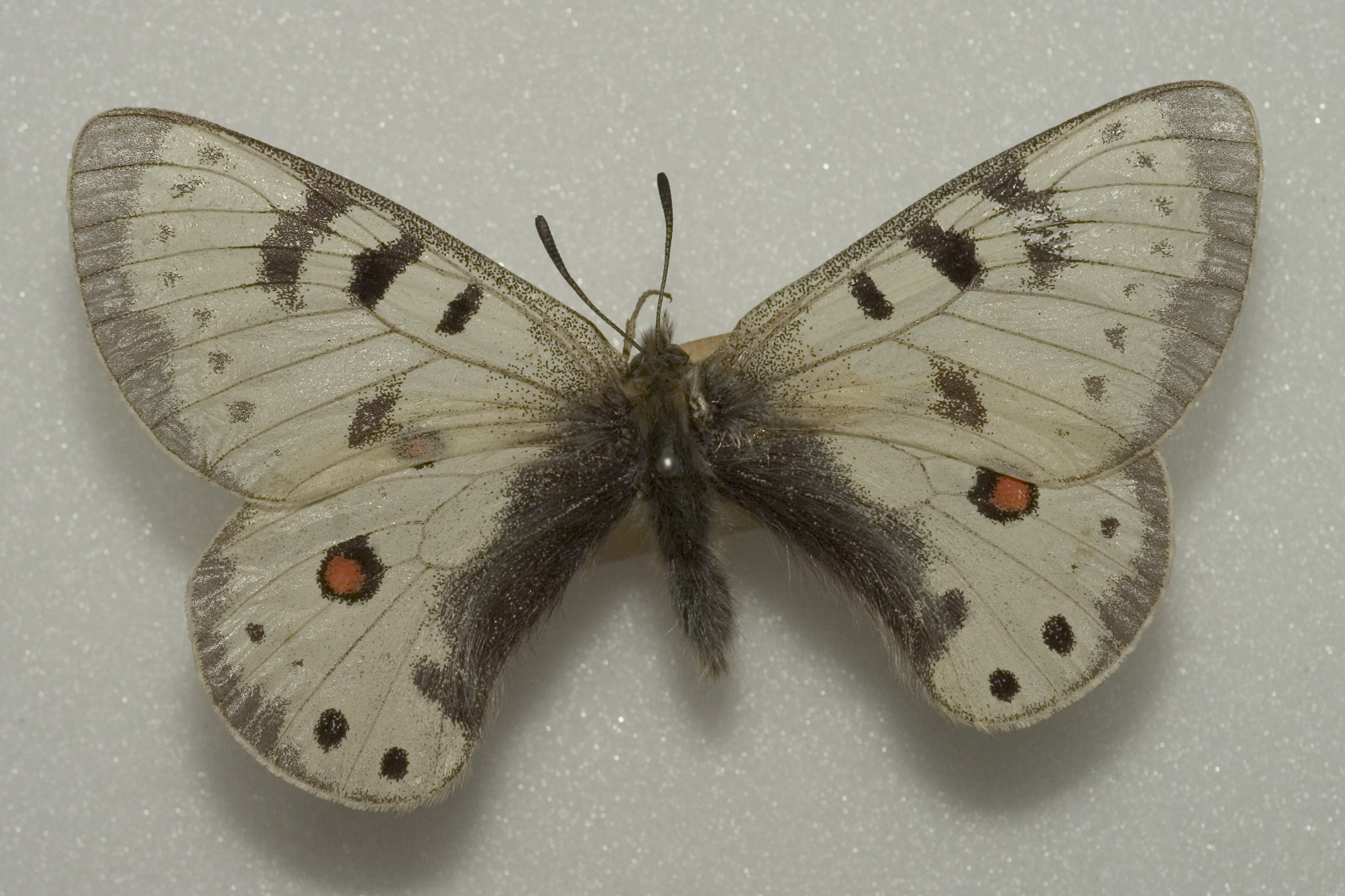